# Финеас и Ферб
Финеас и Ферб (енгл. Phineas and Ferb), позната и као Фића и Феђа, америчка је анимирана телевизијска серија коју су створили Ден Повенмајер и Џеф „Свомпи” Марш за Disney Channel. Радња прати полубраћу Финеаса Флина и Ферба Флечера, који раде на великом пројекту у дворишту или се упуштају у пустоловину како би максимално искористили време на летњем распусту, што нервира Финеасову старију сестру Кендис Флин.
Једна је од најуспешнијих анимираних серија које је емитовао Disney Channel. Серија је остварила изузетан успех широм света и изнедрила два филма, Финеас и Ферб филм: Широм друге димензије (2011) и Финеас и Ферб филм: Кендис против универзума (2020). Добила је позитивне рецензије критичара.
Серију је у Србији премијерно емитовао Disney XD од 3. октобра 2009. до 12. јуна 2015, титловану на српски језик. Титлове је радио студио . Од 2010. РТС 1 је емитовао прве две сезоне, синхронизоване на српски језик, под насловом Фића и Феђа. Синхронизацију је радио студио . Од 2012. серију је титловану емитовао . Од 29. маја до 5. јуна 2020. HBO Go је приказивао синхронизовану трећу и четврту сезону. Синхронизацију је радио студио Студио. У овој синхронизацији је промењена званична српска терминологија, коришћена у прве две сезоне серије, као и у званичном српском издању часописа Фића и Феђа.

## Радња
Радња прати пустоловине полубраће Финеаса Флина и Ферба Флечера, који живе у измишљеном граду Денвил, у тромеђој области. Они сваки дан смисле нови начин да квалитетно проведу своје време током летњег распуста. Финеасова старија сестра Кендис Флин има две опсесије: „тужакање” Финеасових и Фербових планова и привлачење пажње дечка по имену Џереми. У међувремену, породични кућни љубимац, кљунар Пери, ради као тајни агент за владину организацију, коју чине животиње која се зове А.Б.Д.А. („Агенција без доброг акронима”), борећи се против др. Хајнца Дуфеншмрца.
Већина епизода прати шаблон:
- Неки инцидент даје Финеасу идеју за пројекат, који он најављује као „Хеј Ферб, знам шта ћемо данас да радимо!”
- У међувремену, Пери се искрада, користећи један од многих скривених тунела, до подземне базе. Финеас (или повремено неки други лик) изговара „Хеј, где је Пери?”
- Мајор Монограм шаље Перија (ког он зове „Агент П”) на његову мисију; то понекад не значи ништа више од „Доктор Дуфеншмрц смера нешто, испитај то и заустави га!”
- Кендис види шта дечаци раде и решава да их каже мами како би их „тужила”.
- Пери проваљује у канцеларију небодера Дуфеншмрцове зле корпорације. Пери упада у Дуфеншмрцову замку који му објашњава свој зли план. Пери бежи из замке и њих двојица се боре.
- Финеас и Ферб завршавају свој пројекат.
- Мама долази кући и Кендис мисли да ће, коначно, она видети шта су дечаци урадили и поверовати јој, али таман што би мама закорачила у двориште, сви докази нестају, обично због Дуфеншмрцовог уређаја.
- Дуфеншмрц, поново без успеха, узвикује „Проклет био, Пери кљунару!”

Остале честе секвенце чине:
- Одрасла особа пита Финеаса да ли је превише млад да изводи неке сложене ствари, на шта он одговара „Да, да, јесам”.
- Дуфеншмрцова имена за своје изуме имају сви исти суфикс, „-инатор”. Касније почиње да их назива само „инатори” као свеукупни термин.
- Дуфеншмрц има ћерку, Ванесу, која углавном сматра његов посао досадним, али понекад покушава да докаже својој мајци да је он зао. Као Кендис, она никад не успева.
- Ферб ретко говори више него једанпут у епизоди.
- Баштенски патуљци су често присутни или коришћени као део заплета.
- Изабела, која је заљубљена у Финеаса, долази у двориште дечака и пита Финеаса „Шта то радиш?”.

## Епизоде
| Сезона | Сезона | Сегменти | Епизоде | Епизоде | Оригинално емитовање | Оригинално емитовање |
| Сезона | Сезона | Сегменти | Епизоде | Епизоде | Премијера            | Финале               |
| ------ | ------ | -------- | ------- | ------- | -------------------- | -------------------- |
|        | 1.     | 47       | 26      | 26      | 17. август 2007.     | 18. фебруар 2009.    |
|        | 2.     | 65       | 39      | 39      | 19. фебруар 2009.    | 11. фебруар 2011.    |
|        | 3.     | 62       | 35      | 35      | 4. март 2011.        | 30. новембар 2012.   |
|        | 4.     | 49       | 37      | 37      | 7. децембар 2012.    | 9. новембар 2015.    |
|        | 5.     | н. п.    | 20      | 20      | 5. јун 2025.         | н. п.                |

## Ликови
- Финеас (срп. терм. Фића) Флин је Фербов полубрат, а Кендисин брат. Он је дечак пун великих идеја. Дан му је успео само ако је пун новотарија и авантура. У скоро свакој епизоди, Финеас каже: „Хеј Ферб, знам шта ћемо данас да радимо.” (на енглеском: "Hey Ferb, I know what we're gonna do today."), па затим: „Хеј, где је Пери?” (на енглеском: "Hey, where's Perry").
- Ферб (срп. терм. Феђа) Флечер је Финеасов и Кендисин полубрат. Досељеник је из Уједињеног Краљевства, дечак од акције који је такође јако паметан. Он више воли да мисли, него да говори, а када он проговори сви га слушају.
- Кендис (срп. терм. Слађана) Флин је Финеасова старија сестра и Фербова старија полусестра. Има петнаест година. Тинејџерка је која је за њих и њихове новотарије права напаст и има неодољиву потребу да их тужака мами. Иначе је драга јер је плаховита, нервозна и брбљива. Заљубљена је у Џеремија, што чини нежнију страну њене природе.
- Пери (срп. терм. Паја) Кљунар (и његов алтер-его Агент П) је њихов кућни љубимац који се трансформише у супер Агента П који чува Приградску територију од зла Др Дуфеншмрца.
- Др Дуфеншмрц је луди научник, више ексцентрик него што је заиста зао, шеф института за Злологију.

## Улоге
| Лик                | Српски глас (1—2. сезона) | Српски глас (3—4. сезона)   |
| ------------------ | ------------------------- | --------------------------- |
| Финеас (Фића)      | Андријана Оливерић        | Андријана Оливерић          |
| Ферб (Феђа)        | Марко Мрђеновић           | Марко Мрђеновић             |
| Кендис (Слађана)   | Марија Дакић              | Маријана Живановић Чубрило  |
| Пери (Паја) Кљунар | не прича                  | не прича                    |
| др Дуфеншмрц       | Владан Милић              | Владан Милић                |
| мајор Монограм     | Марко Мрђеновић           | Марко Мрђеновић             |
| Линда Флин Флечер  | Даница Тодоровић          | Наташа Поповић              |
| Лоренс Флечер      | Марко Мрђеновић           | Марко Мрђеновић             |
| Изабела            | Александра Ширкић         | Маријана Живановић Чубрило  |
| Стејси (Даца)      | Александра Ширкић         | Наташа Поповић              |
| Џереми (Јоца)      | Владан Милић              | Марко Марковић              |
| Балџит (Баџи)      | Марко Мрђеновић           | Марко Мрђеновић             |
| Бафорд (Баџа)      | Владан Милић              | Владан Милић Марко Марковић |
| Ванеса Дуфеншмрц   | Александра Ширкић         | Наташа Поповић              |
| Карл               | Владан Милић              | Владан Милић                |